# Zbójnicka Dziura
Zbójnicka Dziura lub Zbójecka Dziura (dawniej Jaskinia nad Zawiesistą, Olejarnia) – jaskinia w turni Olejarnia wznoszącej się nad Doliną Chochołowską w Tatrach Zachodnich.

Jaskinia jest położona na północny zachód od Wyżniej Bramy Chochołowskiej, we wschodnim stoku Olejarni. Jej długość wynosi 94 metry (100 metrów), deniwelacja 9 metrów. Wejście do niej znajduje się na wysokości 1143 metrów n.p.m.

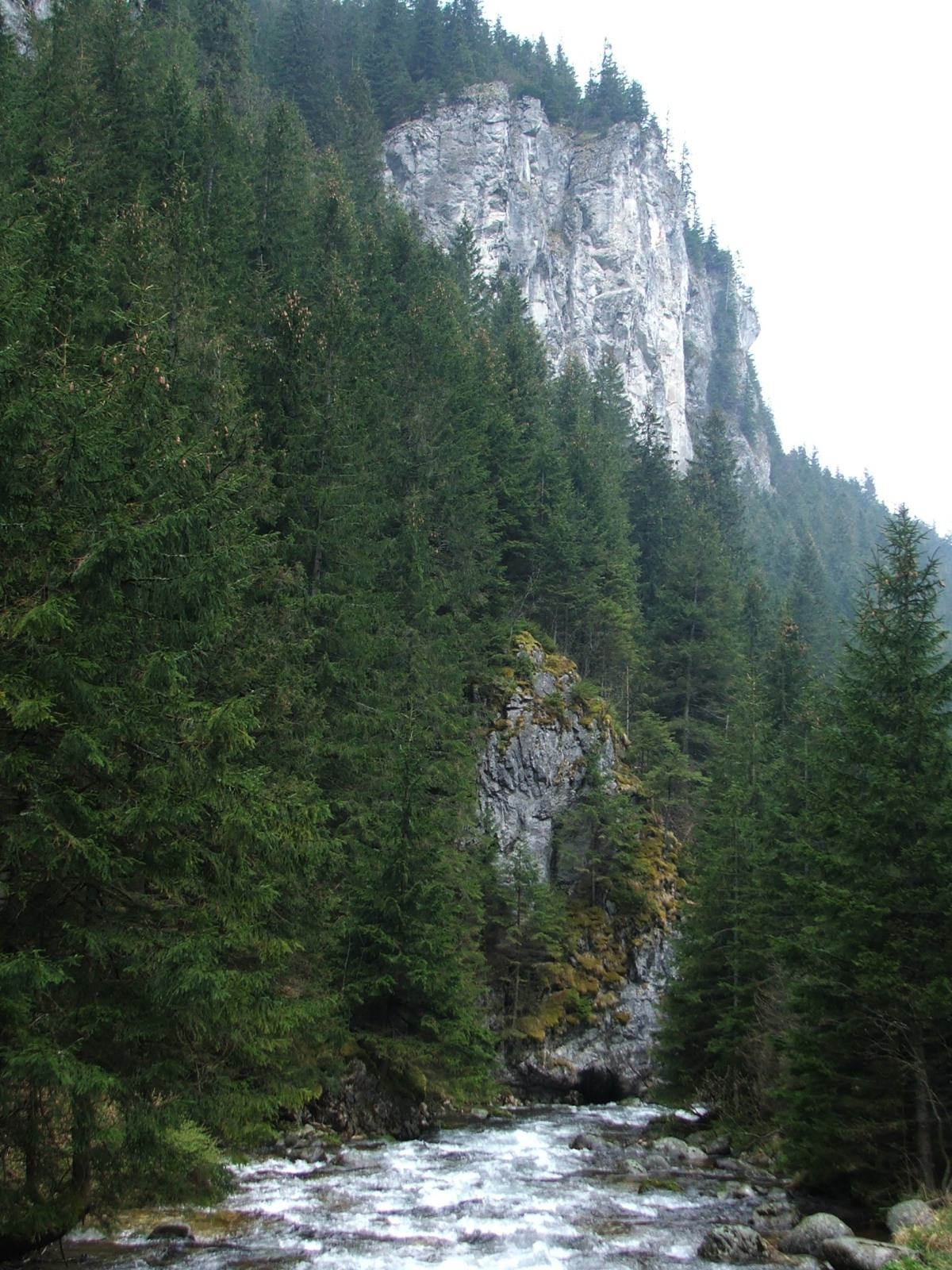
Turnia Olejarnia w Dolinie Chochołowskiej

## Opis jaskini
Jaskinię stanowi ciąg zaczynający się w otworze wejściowym a kończący w obszernej sali. Na początku jest to prosty, poziomy korytarz o długości 25 metrów. Na jego końcu odgałęzia się korytarzyk biegnący w prawo do salki, z której z kolei biegną dwa korytarze (odchodzą tu w bok, odkryte w 1959 roku, dwa ciągi, z których jeden prowadzi do studzienki, a drugi do niewielkiej salki) łączące się dalej w końcowej sali. 

## Przyroda
Jaskinia jest prawdopodobnie dawnym przepływem Chochołowskiego Potoku, chociaż obecnie drugi wylot jest zasypany.
Można w niej spotkać nacieki grzybkowe. Rosną w niej mchy, paprocie i wątrobowce.
Gotfryd Ossowski napisał w 1883 roku, że znaleziono w niej kości niedźwiedzia i jelenia.

## Historia odkryć
Jaskinia znana była od dawna. Pierwszy opisał ją Gotfryd Ossowski w 1883 roku.
W kwietniu 1959 roku Władysław Habil i Stanisław Wójcik odkryli w niej szczelinowy korytarz i dwie salki.  
Jaskinię zmierzyli w kwietniu 2004 roku J. Nowak i J. Ślusarczyk.